# Lily Tomlin
Lily Tomlin, właściwie Mary Jean Tomlin (ur. 1 września 1939 w Detroit) – amerykańska aktorka filmowa, teatralna i telewizyjna.

## Życiorys

### Wczesne lata
Urodziła się w Detroit, w stanie Michigan jako córka Lillie Mae (z domu Ford; ur. 14 stycznia 1914, zm. 12 lipca 2005), asystentki pielęgniarki, i Guya Tomlina (ur. 3 marca 1913, zm. 24 października 1970), pracownika fabryki. Jej rodzice byli ochrzczeni w Południowej Konwencji Baptystów w Paducah w Kentucky i przeprowadzili się do Michigan w czasie wielkiego kryzysu gospodarczego. Wychowywała się z młodszym bratem Richardem. Od najmłodszych lat przejawiała talent komediancki a jej idolkami były m.in. Lucille Ball i Imogene Coca. W 1957 ukończyła Cass Technical High School. Po ukończeniu szkoły średniej rozpoczęła studia medyczne na wydziale biologii na Wayne State University. Brała udział w przesłuchaniu do sztuki, co wywołało jej zainteresowanie karierą w teatrze i zmieniła kierunek. 

### Kariera
Porzuciła studia na rzecz występów w klubach i kawiarniach jako komik. Zaczęła występować w komediach stand-up w klubach nocnych w Detroit, a później w Nowym Jorku. Uczyła się aktorstwa w Herbert Berghof Studio. W 1965 miał miejsce jej pierwszy występ telewizyjny w talk-show The Merv Griffin Show, a następnie była gospodarzem seriali: CBS The Garry Moore Show (1966–1967) i ABC The Music Scene (1969). Jej kariera nabrała rozmachu dzięki angażowi do NBC Rowan & Martin's Laugh-In (1969–1973), gdzie powierzano jej różnorodne role kobiece, była też jedną z pierwszych komediantek w męskim przebraniu i zdobyła nominację do Złotego Globu dla najlepszej aktorki drugoplanowej w serialu, miniserialu lub filmie telewizyjnym. W 1972 zdobyła Grammy za album komediowy This is a Recording.
Regularnie grywała w serialach i filmach. Kreacja piosenkarki gospel z dwojgiem głuchych dzieci w dramacie muzycznym Roberta Altmana Nashville (1975) przyniosła jej nominację do Oscara dla najlepszej aktorki drugoplanowej, Nagrody Brytyjskiej Akademii Filmowej dla najbardziej obiecujący debiut aktorski w głównej roli oraz dwie nominacje do Złotego Globu dla najlepszej aktorki drugoplanowej i najbardziej obiecujący debiut aktorski. W programie Saturday Night Live (1976–1977) parodiowała Farrah Fawcett, pięcioletnią Edith Ann i operatorkę telefoniczną Ernestine. Za rolę Margo Sperling w komedii Roberta Bentona Ostatni seans (1977) została uhonorowana Srebrnym Niedźwiedziem na Międzynarodowym Festiwalu Filmowym w Berlinie. W melodramacie Chwila za chwilą (Moment By Moment, 1978) z Johnem Travoltą zagrała postać zamożnej Trish Rawlings w średnim wieku, cierpiącej na samotność po rozstaniu z mężem. Jako Edwina Cutwater w komedii fantastycznej Carla Reinera Dwoje we mnie (All of Me, 1984) u boku Steve’a Martina była nominowana do Złotego Globu dla najlepszej aktorki w filmie komediowym lub musicalu.
W 1977 na Broadwayu, jako pierwsza kobieta, wystąpiła w monodramie Appearing Nitely. 28 marca 1977 trafiła na okładkę tygodnika „Time” nazywana „Nową Amerykańską Królową Komedii”. W 1985 na Broadwayu prezentowała satyryczny monodram autorstwa jej partnerki Jane Wagner The Search for Signs of Intelligent Life in the Universe, za który została nagrodzona Tony Award. W 2009 grała na Broadwayu w monodramie Not Playing with a Full Deck. 
Zebrała dobre recenzje za rolę Elle Reid, owdowiałej lesbijki wspierającej finansowo zbierającą na aborcję wnuczkę w komediodramacie Babka (Grandma, 2015) z Samem Elliottem, Marcią Gay Harden i Judy Greer. W 2015 przyjęła rolę Frances „Frankie” Bergstein (z domu Mengela) w serialu Netflixa Grace i Frankie obok Jane Fondy.
Stała się znana ze swojej działalności na rzecz walki z AIDS i ochrony środowiska oraz społeczności LGBT. Razem z Jane Wagner ufundowała centrum kulturalne w Centrum LGBT w Los Angeles i ogród w Centrum Zdrowotnym LGBT w Bostonie. Za swoje wysiłki została odznaczona m.in. Nagrodą Złotego Serca Fundacji Honickman. Była zaangażowana w działalność na rzecz ochrony słoni i współpracuje z poświęconymi temu organizacjami na całym świecie. Odebrała nagrodę Emmy za narrację filmu dokumentalnego HBO W obronie słoni (An Apology to Elephants, 2013).

## Życie prywatne
Jest lesbijką i chociaż Tomlin publicznie przyznała się do homoseksualizmu w wywiadzie dla prasy w 2001, to nigdy tego nie ukrywała. W 1971 związała się z pisarką Jane Wagner, z którą zalegalizowała związek 31 grudnia 2013.

## Filmografia

### Filmy
- 1975: Nashville jako Linnea Reese
- 1977: Ostatni seans jako Margo Sperling
- 1980: Od dziewiątej do piątej jako Violet Newstead
- 1988: Bliźnięta nie do pary jako Rose Shelton / Rose Ratliff
- 1992: Gracz w roli samej siebie
- 1993: Bogate biedaki jako Panna Jane Hathaway
- 1993: Na skróty jako Doreen Piggot
- 1995: Brooklyn Boogie jako Waffle Eater
- 1996: Igraszki z losem jako Mary Schlichting
- 1998: Odkrycie profesora Krippendorfa jako profesor Ruth Allen
- 1999: Herbatka z Mussolinim jako Georgie Rockwell
- 2000: Dzieciak jako Janet
- 2002: Kwaśne pomarańcze jako Charlotte Cobb, doradca uczelni
- 2004: Jak być sobą jako Vivian Jaffe
- 2006: Ostatnia audycja jako Rhonda Johnson
- 2006: Po rozum do mrówek jako Mommo (głos)
- 2007: Facet do towarzystwa jako Abigail DeLorean
- 2009: Różowa Pantera 2 jako Pani Yvette Berenger
- 2009: Ponyo jako Toki (głos)
- 2018: Spider-Man Uniwersum jako May Parker (głos)

### Seriale TV
- 1976–1977: Saturday Night Live jako Ernestine
- 1979: Ulica Sezamkowa jako Edith Ann
- 1994: Frasier jako Rita (głos)
- 1994–1997: Magiczny autobus jako  Valerie „Val” Frizzle / Frizz (głos)
- 1996–1998: Murphy Brown jako Kay Carter-Shepley
- 1998: Z Archiwum X jako Lyda
- 2002–2006: Prezydencki poker jako Deborah Fiderer
- 2005: Simpsonowie jako  Tammy (głos)
- 2005–2006: Will & Grace jako Margot
- 2008–2009: Gotowe na wszystko jako Roberta Simonds
- 2010: Układy jako Marilyn Tobin
- 2011: Agenci NCIS jako Penelope Langston
- 2011–2015: Terapia w sieci jako  Putsy Hodge
- 2012: Mogło być gorzej jako Tammy Powers
- 2012-2013: Malibu Country jako Lillie Mae
- 2015–2022: Grace i Frankie jako Frankie Bergstein
- 2017-: Magiczny autobus znów rusza w trasę jako profesor Frizzle (głos)